# Li Huifen
Li Huifen (chinês: 李惠芬: 1963) é uma ex-mesa-tenista chinesa.

## Carreira
Li Huifen representou seu país nos Jogos Olímpicos de 1988, na qual conquistou a medalha de prata em simples.